# Oberweg
Oberweg est une ancienne commune autrichienne du district de Murtal en Styrie.